# Julien Gustave Gagliardini
Julien Gustave Gagliardini, född den 1 mars 1846 i Mulhouse, död den 28 november 1927 i Paris, var en fransk målare.
Gagliardini var en framstående skildrare av Sydfrankrikes natur med dess brännande solsken och saftiga färger. Han är representerad i Luxembourgmuseet, i staden Paris samling och i andra franska museer.